# Mari Trini
María Trinidad Pérez de Miravete Mille (* 12. Juli 1947 in Caravaca de la Cruz, Murcia, Spanien; † 6. April 2009 in Murcia) war eine spanische Sängerin und Liedermacherin. Mit über 10 Millionen verkauften Tonträgern zählt die auch im spanischsprachigen Süd- und Mittelamerika populäre Künstlerin zu den 15 erfolgreichsten spanischen Musikern. Mari Trini erreichte in Deutschland vor allem zu Anfang der 1970er Jahre mit auf Französisch gesungenen Interpretationen des Jacques-Brel-Titels Ne me quitte pas und des Rina-Ketty-Welterfolges J'attendrai einen gewissen Bekanntheitsgrad; auch Escúchame (Ecoute-moi) wurde öfters im Rundfunk gespielt.

## Leben
Bald nach ihrer Geburt zogen ihre Eltern mit ihr nach Madrid. Aufgrund eines chronischen Nierenleidens war sie vom 7. bis 14. Lebensjahr immer wieder für längere Zeit bettlägerig, und die mit ihrer Krankheit einhergehende Corticoid-Behandlung hinterließ bleibende Spuren auf ihrer linken Gesichtshälfte. In jenen Jahren las sie viel, lernte das Gitarrenspiel und träumte von ihrer Karriere einer Sängerin. Von ihrem Arzt als unheilbar betrachtet, stürzte sie sich dennoch ins Leben. Eines Nachts sang sie im Madrider Nikka's, dem Nachtclub des Filmregisseurs Nicholas Ray (… denn sie wissen nicht, was sie tun). Dieser stellte ihr eine Filmrolle in Aussicht und schickte sie nach London zum Schauspielstudium. Dort war unter anderem Peter Ustinov ihr Lehrer, sie arbeitete ein Jahr lang für ein Radioprogramm und traf Stars wie Roman Polański, Paul McCartney und Marlene Dietrich.
Die erhoffte Rolle blieb aus, und Trini zog 1963 nach Paris. Dort machte sie Bekanntschaft mit den Liedern von Jacques Brel, Gilbert Bécaud und anderer Protagonisten des französischen Chansons jener Ära. Sie nannte sich Marie Trini, und 1965 wurde Bonne chance, mon amour, ihr erstes Lied, auf Schallplatte veröffentlicht. Insgesamt veröffentlichte sie in Frankreich zwölf Musiktitel auf drei Extended Play Singles bei der Schallplattenfirma EMI. Mit dem selbstgeschriebenen Haupttitel ihrer 1966 erschienenen zweiten EP, Guitarra, ist sie in einem Cameo-Auftritt in dem 1967 produzierten Film La nuit infidèle zu sehen.
Nach dem Tod ihres Vaters kehrte sie 1967 nach Spanien zurück, in einer Zeit großer Protestbewegungen, und ihre oft von persönlicher Freiheit handelnden Lieder trafen auf offene Ohren. Trini veröffentlichte noch 1967 bei RCA vier weitere Singles. 1969 folgte ihre erste LP mit eigenen Liedern, die jedoch geringe Beachtung fand. Mit den folgenden Alben, Amores und Escúchame, konnte sich die kleingewachsene Sängerin mit den strahlend blauen Augen, die meist in Jeans auftrat, schließlich auf dem Musikmarkt durchsetzen und erste Hits landen.
In den 1980er Jahren näherte sich ihr Stil dem Pop mit aufwändigeren musikalischen Arrangements an. Sie unternahm Anstrengungen, ihr existentialistisches Image abzustreifen. 1984 posierte sie für erotische Fotos in der spanischen Zeitschrift Interviú. Auch sonst präsentierte sie sich femininer und farbenfroher. In den folgenden Jahren verschwand Trini aus dem Gesichtsfeld der breiten Öffentlichkeit. 2001 veröffentlichte sie als Comeback-Versuch die CD Mari Trini con Los Panchos, auf der sie mit dem Trio Los Panchos ihre größten Hits in neuen Arrangements vorstellte.
Insgesamt hat Mari Trini 25 Alben veröffentlicht. 2005 wurde sie vom Fachverband Sociedad General de Autores y Editores für zehn Millionen verkaufte Tonträger ausgezeichnet. Am Internationalen Frauentag im März 2008 bedachte sie die Regionalverwaltung von Murcia mit dem Premio Lucha por la Igualdad, einem Preis für den Kampf für Geschlechtergleichheit.
Nachdem ihre letzten Lebensjahre von Krankheit überschattet waren (2004 wurde ihr eine Niere entfernt), starb sie am 6. April 2009 in einem Krankenhaus in Murcia im Alter von 61 Jahren. Sie hinterließ ihre Lebensgefährtin Claudette Lanza, mit der sie über 40 Jahre hinweg verbunden gewesen war, ihre Mutter María Mille Campos, ihre Geschwister Paco Luis, Gonzalo und Myriam sowie ihre politischen Weggefährten María Cristina Van-Meurs, Mayi Etcheverry und Augusto Trujillo.

## Diskografie

### Alben
- 1969: Mari Trini (Ne me quitte pas, Daniel, Guitarra …)
- 1970: Amores ("J'attendrai", "Vive", "Un hombre marcho", "Amores"...) (ES: Platin)
- 1971: Escúchame ("La Fanette", "Milord", "Me marcharé"...) (ES: Platin)
- 1972: Ventanas ("Un hombre gris", "No", "Quizas"...)
- 1973: L'automne ("L'automne", "Quand tu me caresses", "Un homme est parti", "Laisse-moi rêver", "Les amours deviennent folles"...)
- 1974: ¿Quién? ("Mi tercer amor", "Le robare", "Al fin y al cabo"...)
- 1975: Mari Trini en français ("Qui", "Mon troisième amour", "La bouteille à la mort", "Je confesse", "L'amour quotidien", "Je volerai"...)
- 1975: Transparencias ("Querida enemiga", "No te preocupes amor", "Los amantes callados"...)
- 1976: Como el rocío ("La chanson des vieux amants", "Márchate", "Por ti, por ti"...)
- 1977: El tiempo y yo ("Le temps des cerises", "El verbo amar", "Acércate", "La liberdad"...)
- 1978: Solo para ti ("La star", "Non, je ne regrette rien", "Porqué", "Palabras"...) (ES: Gold)
- 1979: A mi aire ("El desertor", "El poeta", "Ayúdala"...) (ES: Gold)
- 1980: Compilation française Polydor ("L'automne", "Quand tu me caresses", "Mon troisième amour", "Un homme est parti"...)
- 1981: Oraciones de amor ("Mírame", "Amor que estás en la tierra", "Guárdate"...) (ES: Gold)
- 1982: Una estrella en mi jardín ("Una estrella en mi jardín", "Tu y tu dios", "Amor mío", "A ese hombre"...) (ES: Gold)
- 1984: Mari Trini / Mari Trini interpreta grandes autores mexicanos ("Contigo aprendí", "No", "Noche de Ronda", "Cuando vuelva a tu lado"...)
- 1984: Diario de una mujer ("Hombre marinero", "Solo es una mujer", "Diario de una mujer", "Aniversario"...)
- 1985: En vivo Live-Album ("Yo confieso", "Un hombre marcho", "Amores", "Ne me quitte pas", "Hombre marinero"...)
- 1986: ¿Quién me venderá? ("La carta", "Un canto de amor", "Ay dios mío", "Hazme un favor"...)
- 1987: En tu piel ("Parlez-moi d'amour", "La soledad", "Por una vez", "Te jure", "Arriba el ánimo"...)
- 1990: Espejismos ("Andalucía", "Sobre la arena", "Déjalo correr", "La verdad", "Dos errantes"...)
- 1993: Sus grandes éxitos Doppelalbum ("Mi tercer amor", "Ne me quitte pas", "Milord", "Un hombre marcho", "Mírame", "Me marcharé"...) (ES: Gold)
- 1995: Sin Barreras ("Sin un adios", "Las sombras nos acosan al amañecer", "Para quererse", "Corazón de Madrid", "Amores, versión 95"...)
- 1996: Alas de cristal ("Avec le temps", "Mira", "Lunas de papel", "Como una isla tu cuerpo", "Vuelve", "No pasa nada"...)
- 1998: Mari Trini ("Por una vez", "Pero ellos no son", "El recuerdo de una isla", "Canción vieja", "Soy un caso perdido"...)
- 2001: Mari Trini con Los Panchos Doppelalbum ("La Paloma", "Tuya", "La corriente", "Quizas", "Nosotros", "La barca", "Caminemos"...)
- 2005: Una estrella en mi jardín Set: 2 CD / 1 DVD (Anthologie ihrer Erfolge)

### Singles
- 1971: Yo no soy esa (ES: Gold)

## Auszeichnungen für Musikverkäufe
| Land/RegionAuszeichnungen für Musikverkäufe (Land/Region, Auszeichnungen, Verkäufe, Quellen) | Gold     | Platin     | Verkäufe | Quellen                                                                 |
| -------------------------------------------------------------------------------------------- | -------- | ---------- | -------- | ----------------------------------------------------------------------- |
| Spanien (Promusicae)                                                                         | 6× Gold6 | 2× Platin2 | 480.000  | elportaldemusica.es – ES2 (PDF) mediafire.com – ES3 (PDF) mediafire.com |
| Insgesamt                                                                                    | 6× Gold6 | 2× Platin2 |          |                                                                         |